# Allium flavum
Allium flavum L. – gatunek byliny należący do rodziny czosnkowatych (Allioideae Herbert). Występuje naturalnie na obszarze od basenu Morza Śródziemnego aż po Iran. Kwitnie wczesnym latem.

## Morfologia
ŁodygaGłąbik dorastający do 40 cm wysokości.
LiścieWąskie, szybkowiędnące.
KwiatyZebrane w luźne kwiatostany. Działki kielicha są małe i mają dzwonkowaty kształt. Płatki mają żółtą barwę.

## Systematyka
W obrębie gatunku rozróżniane są 2 podgatunki:
- Allium flavum subsp. ionochlorum Maire
- Allium flavum subsp. tauricum (Besser ex Rchb.) K.Richt.

oraz 2 odmiany:
- Allium flavum var. minus Boiss.
- Allium flavum var. pilosum Kollmann & Koyuncu